# Андора (Италия)
 Тази статия е за града в Италия.  За държавата в Европа вижте Андора.  
Андо̀ра (на италиански: Andora; на лигурски: Andöra) е градче и община в Северна Италия, провинция Савона, регион Лигурия. Разположено е на 10 m надморска височина. Населението на общината е 7470 души (към 2011 г.).